# Catharina Sour
Catharina Sour – styl piwa górnej fermentacji, pochodzący z Brazylii ze stanu Santa Catarina. Wywodzi się bezpośrednio z niemieckiego piwowarstwa i jest połączeniem stylu Berliner Weisse z, charakterystycznymi dla Brazylii, owocami tropikalnymi. Styl był jedną z kategorii VIII Łódzkiego Konkursu Piw Domowych, zorganizowanego w kwietniu 2021 roku.

## Charakterystyka

### Aromat
Dominują średnie do wysokich aromaty owocowe. Niska do średniej mlekowa (nigdy octowa) kwaśność. Aromaty słodowe zazwyczaj nieobecne, acz mogą pojawiać się niskie nuty zbożowe i/lub chlebowe. Estry owocowe powinny być niewyczuwalne, podobnie jak aromaty chmielowe. Nuty dzikich drożdży, charakterystyczne dla belgijskich piw kwaśnych, są tutaj nieodpowiednie. Aromaty alkoholowe oraz diacetyl są wadą.

### Wygląd
Kolor piwa, zależy od użytych owoców, natomiast barwa stylu bazowego od słomkowej do ciemno złocistej. Klarowność od idealnej do opalizującej. Nie może być jednak mętne czy wręcz błotniste. Piana, średnia do obfitej, długo utrzymująca się. Barwa piany również zależy od użytych owoców.

### Smak
Dominują średnie do wysokich posmaki świeżych, najczęściej tropikalnych, owoców. Występuje również mlekowa kwaśność (nigdy octowa) na poziomie od nisko - średniego do wysokiego, która może być implikowana przez użyte owoce do wysokiego poziomu. Smaki słodowe zazwyczaj nieobecne, acz mogą się pojawiać niskie posmaki chlebowe i/lub zbożowe. Goryczka bardzo niska, nie może być ściągająca ani zalegająca. Brak posmaków chmielowych oraz diacetylu. Posmaki dzikich drożdży są tutaj nieodpowiednie. Wytrawny finisz bez posmaków alkoholowych.

### Odczucie w ustach
Wysycenie na poziomie od średniego do wysokiego. Treściwość od niskiej do nisko średniej. Alkoholowe rozgrzewanie jest wadą.

### Ogólne wrażenie
Lekkie, orzeźwiające, kwaśne piwo pszeniczne ze zbalansowanymi posmakami owocowymi.

## Podstawowe surowce
Zasyp stanowią głównie słody pilzneński oraz pszeniczny. Stosowanie głównie zakwaszanie w kotle. Do fermentacji używa się drożdży górnej fermentacji o stosunkowo neutralnym profilu. Owocowe dodawane są po fermentacji w czystej postaci.

## Podstawowe informacje[3][4]
- Gęstość początkowa: 9,8 – 11,9 °Blg
- Gęstość końcowa: 0,5 – 2,1 °Blg
- Goryczka: 2 – 8 IBU
- Alkohol objętościowo: 4,0 – 5,5%